# Artur Hajdasz
Artur Konrad Hajdasz (ur. 1 czerwca 1964) – polski perkusista rockowy znany głównie ze współpracy z zespołami Homo Twist, Pudelsi, Made in Poland, Tilt. Syn Józefa Hajdasza – perkusisty zespołu Breakout. Członek Akademii Fonograficznej ZPAV. Prócz działalności muzycznej prowadził przez pewien czas warszawski klub „No Mercy”.
Inne zespoły, z którymi występował:
- Düpą (1982-85)
- Exhumacja (1983)
- Chuligani (1987)
- Oni (1992-94)
- Kicking Head (1995-96)
- Chłopcy z Placu Broni (1995-97)
- Apteka (2007)
- Kora (2010)